# ウラジスラフ・テルナフスキー
ウラジスラフ・ミハーイロヴィチ・テルナフスキー（ロシア語: Владислав Михайлович Тернавский、1969年5月2日 -）は、現ウクライナ・キーウ出身の元サッカー選手、サッカー指導者。現役時代のポジションはDF。

## 経歴

### 選手
1969年、現ウクライナの首都キーウで生まれた。地元のFCディナモ・キーウのアカデミーで育ち、1987年にFC Dynamo Irpenでキャリアを始めた。1989年にはユース時代に在籍したFCディナモ・キーウに移籍するもリーグ戦で出場する事はなく、リザーブチームのFCディナモ2-キーウでプレーをした。1993年にFCニヴァ・テルノーピリに移籍。ニヴァでは29試合に出場して6得点を挙げるなどして活躍した。1994年にはその活躍が認められて強豪のFCスパルタク・モスクワに移籍をした。1994年4月20日にはロシア代表に招集されトルコ代表との試合でデビューを果たした。1994 FIFAワールドカップではボイコットする選手が多数出たために招集されブラジル戦やカメルーン戦に出場をした。1999年にインタビューに答えた時には1994年が自身のキャリアで最も輝かしい時であったと語った。しかし、その後は幾つものクラブを渡り歩き、2002年にカザフスタンのFCイルティシュ・パヴロダルにて現役引退をした。

### 指導者
現役引退後の2004年にFCジェムチュジナ・ソチにてアシスタントコーチを経験して2007年にFCヴィーチャシ・ポドリスクのアシスタントに就任した。2010年には監督として指揮を執った。

## タイトル

### クラブ
- FCスパルタク・モスクワ
  - ロシア・プレミアリーグ：1 (1994)
  - ロシア・カップ：1 (1994)
- FCイルティシュ・パヴロダル
  - カザフスタン・プレミアリーグ：1 (2002)